# Bartini DAR
Die Bartini DAR (russisch Бартини ДАР) war ein sowjetisches Flugboot aus den 1930er-Jahren. DAR steht für Dalni Arktitscheski Raswedtschik (Дальний Арктический разведчик), arktischer Langstreckenaufklärer.

## Geschichte
Im Jahr 1934 wurde Robert Ljudwigowitsch Bartini ins Konstruktionsbüro ZOK im Forschungsinstitut der Zivilluftflotte (NII GWF) beordert, um den DAR zu entwerfen. Die ganz aus Enersch-6-Edelstahl gebaute DAR ähnelte der Dornier Wal.
Die DAR hatte einen Rumpf mit einem hohen Längen-Breiten-Verhältnis, Schwimmer auf beiden Seiten des Rumpfes, Rumpf-Flügelstreben und zwei Motoren in Tandemanordnung in einer einzigen Gondel in der Mitte oberhalb des Flügels.
Zunächst tendierte Bartini dazu die beiden Motoren zu trennen und die Propeller in einer röhrenförmigen Ummantelung laufen zu lassen, ähnlich wie bei einem modernen Mantelpropeller. Tests beim ZAGI (Zentralny Aerogidrodinamitscheski Institut – Zentrales Aerohydrodynamisches Institut) bestätigten die Theorien von Bartini, aber der Prototyp wurde mit einer herkömmlichen Tandemtriebwerksgondel mit Druck- und Zugpropeller gebaut.
Abgesehen von dem 'Enersch-6'-Edelstahl hatte die DAR einige andere Neuerungen, darunter über die gesamte Spannweite Spaltklappen und Vorflügel sowie in zwei Abschnitte geteilte Querruder. Bei späteren Tests wurden Skier aus Stahl mit Gummifederungen an den Rumpfseiten angebracht.
Flugtests wurde bei dem kleinen Bootshafen in Leningrad im Frühjahr 1936 durchgeführt, wobei keine größeren Probleme auftraten, weshalb fünf weitere DAR bestellt, aber dann doch nicht produziert wurden.

## Technische Daten
| Kenngröße             | Daten                                                                    |
| --------------------- | ------------------------------------------------------------------------ |
| Besatzung             | 3 +                                                                      |
| Spannweite            | 27,4 m                                                                   |
| Länge                 | 19,0 m                                                                   |
| Flügelfläche          | 100,0 m²                                                                 |
| Flächenbelastung      | 72 kg/m²                                                                 |
| Leistungsbelastung    | 4,7 kg/PS                                                                |
| Leermasse             | 4820 kg                                                                  |
| Startmasse            | 7200 kg                                                                  |
| Triebwerk             | 2 × Hispano-Suiza 12Ybrs                                                 |
| Startleistung         | je 860 PS (633 kW)                                                       |
| Höchstgeschwindigkeit | 240 km/h                                                                 |
| Reisegeschwindigkeit  | 229 km/h                                                                 |
| Landegeschwindigkeit  | 70 km/h                                                                  |
| Steigzeit             | 3,8 min auf 1000 m Höhe 8,5 min auf 2000 m Höhe 15,0 min auf 3000 m Höhe |
| Gipfelhöhe            | 5500 m                                                                   |
| Reichweite            | 2000 km                                                                  |
| Flugdauer             | 20 h                                                                     |